# آل حمید

نسبنامهٔ آل حمید در کتاب سبائک الذهب فی معرفة انساب قبائل العرب که آن را تیره‌ای از قبیلهٔ هوازنی غزیّه ذکر می‌کند.

آل حمید یا الحمید تیره‌ای از قبیلهٔ غزیه از قبیلهٔ هوازن که خود شاخه‌ای از قبیله مشهور مضر است می‌باشد.
نسبنامه آن‌ها همان‌طور که ذکر شده به جدشان
حمید بن حارث بن سلمه بن درید بن الصمه بن حارث بن بکر بن علقمه بن جداعه بن غزیه بن جُشَم بن معاویه بن بکر بن هوازن بن منصور بن عکرمه بن خصفه بن قیس عیلان بن الناس بن مضر بن نزار بن معد بن عدنان می‌رسد این قبیله قرابت نسبی نزدیکی با  بنی لام  عبدالخان دارد.

## حکومت آل حمید
قسمتی از این قبیله در شرق عربستان و منطقه احساء و قطیف سکونت داشته و با تشکیل حکومت خود در احساء
به همراهی قبیلهٔ بنی خالد که ریاست آن را بعهده داشتند نقش چشمگیری در تاریخ عربستان ایفا کردند.
از نخستین حکام آل حمید می‌توان به شیخ برّاک بن غریر اشاره کرد که او را مؤسس حکومت آل حمید برمی‌شمارند. طبق نظر مؤرخینی چون حمد الجاسر و ابن بشر در سال ۱۰۸۰ هجری آل حمید و بنی خالد توانستند به رهبری براک بن غریر نیروهای عثمانی موجود در احساء رابیرون کرده و بدین ترتیب حکومت خود را تأسیس نمایند.

یکی از شعرای بلاد الخط (نام قدیم منطقهٔ قطیف)که در اوایل حکومت آل حمید زندگی می‌کرده ضمن اعلام نارضایتی خود، زمان رسیدن آل حمید به حکم را طبق حساب حروف ابجدی در شعر خود اینچنین ذکر کرده‌است:
رأیت البدو آل حمید لمـّا **** تولّـوا أحدثوا فی الخط ظلما
أتی تاریخهم لمّـا تولّوا **** وقانا الله شرّهم طغی آلما
که بدین معنی می‌باشد:
بادیه نشینان آل حمید را دیدم که هنگام تولی حکومت سرزمین الخط (قطیف) ظلم و ستم کردند.
تاریخ حکومت آنان که خداوند مارا از شرّ آنان نگاه دارد در سال طغی آلما بود؛ که طبق حساب علم حروف ابجدی حروف کلمه ((طغی آلما)) برابر با ۱۰۸۰ می‌شود که همان سال به حکومت رسیدن آنان می‌باشد.

از حاکمان معروف پس از براک بن غریر، شیخ سعدون بن محمّد آل حمید است که به مدت ۳۲ سال (از ۱۱۰۳ تا ۱۱۳۵ هجری) حکومت کرد و در زمان او وسعت منطقهٔ تحت حاکمیت آنان گسترده گشت؛ و علاوه بر نجد تا نزدیکی مرزهای سرزمین شام پیش رفت. یکی از شاعران به نام شبه جزیرهٔ عرب در زمان خود به نام منیع بن محمّد الدوسری که به لقب «راعی البیر» معروف است در حوالی سال ۱۱۳۵ هجری در قصیدهٔ ذیل که مشتمل بر بیش از ۷۰ بیت می‌باشد، علاوه بر مدح سعدون بن محمّد، محدودهٔ حکومت او را از منطقهٔ هَجر (نام قدیم سرزمین احساء) و تا نزدیکی سرزمین دار آل عمرو در شام و تمامی نجد و…
ذکر کرده‌است.
1. مراقی العلا صعب شدید سنودها// مکادٍ علی عزم الدنایا صعودها
2. فمن رامها بالهون ما نال وصلها // ولا رَدّ غیظات العدا فی کبودها
3. شْراها بغالی الروح والمال والشقا // وصبرٍ علی مر اللیالی وکودها
4. فلولا غَلاها سامها کل مفلس // ولولا عَناها کان کلٍّ یرودها
5. فلا غیر سعدونٍ ملاذی اذا غدت // علینا اللیالی صایلاتٍ جنودها
6. مدحته ولا یلحق مدیحی فضایله // فلا عاش کتّام‌الحسانی جحودها
7. فهو لی علی الشدّات عونٍ ومقصد // ویانعم مقصودٍ لنا من ضهودها
8. بوجهٍ طلیقٍ بالبشاشات مشرق // وعینٍ عن العانی قلیلٍ صدودها
9. بْکَفٍ حمیدی کریمٍ بنانه // وکم ذا جلا فقر المقلّین جودها
10. حریب الردی مسقی العدا شربة الکدی // من الغیظ غصّات البلا فی کبودها
11. حمی من ربی هجر إلی ضاحی اللوی // إلی الشام من دار آل عمرو حدودها
12. إلی خشم رمّانٍ إلی النیر مجنب // إلی الشعری وطمانها مع نجودها
13. إلی العرض والوادی الحنیفی مشرق // وما عن جنوبٍ کل هذا یسودها
14. الی طاب منها مرتعٍ جاده الحیا // رعاه علی‌رغم العدا فی حدودها

از دیگر حاکمان به نام آل حمید، شیخ عُریعر بن دجین است که بسبب شهرت او تمامی حاکمان خاندان آل حمید بعد از او و حتی پیش از او به لقب آل عریعر یا ابن عریعر معروف گشتند.
سرانجام حکومتشان در سال ۱۲۰۴هجری در عهد برّاک بن عبدالمحسن السرداح
آخرین حکام آل حمید توسط خاندان آل سعود سرنگون شده و برگ جدیدی از تاریخ شبه جزیره رقم می‌خورد.

## آل حمید و مخالفت با محمد بن عبدالوهاب
محمد بن عبدالوهاب، از اولین ایام شروع به فعالیّت خود در دعوت مردم به مذهب وهابیت با مخالفت شدید حاکمان آل حمید مواجه شد.
بطوری‌که ابن بشر در کتاب خود «عنوان المجد فی تاریخ نجد» ذکر می‌کند: در سال ۱۱۵۷ هجری هنگامی که محمّد بن عبدالوهاب در دعوت به مذهب خود شهره گشت مورد غضب امیر احساء و شیخ قبیلهٔ بنی خالد، سلیمان بن محمّد آل حمید قرار گرفت و از این رو سلیمان نامه‌ای تهدید آمیز به حاکم منطقهٔ «عینیه»، عثمان بن معمّر نوشت که در صورتی که محمد بن عبدالوهاب را به قتل نرساند یا او را از «عینیه» اخراج نکند اموال و دارایی او را در احساء مصادره خواهد کرد. از این رو عثمان بن معمّر، محمّد بن عبدالوهاب را از عینیه طرد کرد و او بسوی منطقهٔ درعیه (حوالی شهر ریاض امروزی) که در تحت نفوذ محمد بن سعود آل سعود بود راهی گشت.
محمد بن سعود پس از سکونت محمد بن عبدالوهاب در درعیه با او بیعت کرد که او را در نشر و گسترش افکارش یاری دهد و پس از تشکیل نیروی نظامی مخصوص، درعیه به نخستین پایگاه حکومتی دولت آل سعود تبدیل گشت.
از این رو همواره آل سعود و محمد بن عبدالوهّاب مورد دشمنی حکام آل حمید و شیوخ بنی خالد که بر سرزمین احساء و شرق عربستان امروزی سیطره داشتند واقع بودند.
تا اینکه در سال ۱۱۷۸ هجری شیخ عریعر بن دجین آل حمید مصمّم گشت با بستن پیمانی نظامی بین خود و دهّام بن دوّاس امیر منطقهٔ ریاض و حسن بن هبة الله مکرمی حاکم سرزمین نجران و شیخ قبائل یام، به منطقهٔ درعیه هجوم برده مانع از گسترش نفوذ آل سعود و ابن عبدالوهّاب بشود. از این رو با لشکری از قبائل بنی خالد و عجمان به سوی درعیه رهسپار شد. اما نیروهای حسن بن هبة الله قبل از رسیدن نیروهای عریعر بن دجین و دهّام بن دوّاس به درعیه رسیدند و با نیروهای آل سعود درگیر شدند که توانستند شکست سختی به نیروهای محمد بن سعود وارد کنند. پس به پیشنهاد محمّد بن عبدالوهاب، محمّد بن سعود از حسن بن هبة الله با دفع مقداری از اموال تقاضای صلح کرد و این پیشنهاد مورد توافق حسن بن هبة الله قرار گرفت و از تسخیر درعیه دست برداشت و به سوی نجران عقب‌نشینی کرد.
هنگامی نیروهای کمکی شیخ عریعر بن دجین آل حمید و دهّام بن دوّاس به درعیه رسیدند که پیمان صلح منعقد شده بود و حسن بن هبة الله یکی از بزرگترین همپیمانان آنان عقب‌نشینی کرده بود. از این رو پس از محاصرهٔ چند روزهٔ شهر و به توپ بستن آن عقب‌نشینی کردند و بدین ترتیب نخستین تصمیم نظامی بزرگ برای شکست دولت آل سعود یکم و مذهب وهابیت با شکست مواجه شد.

## آل حمید و تأسیس کویت
از دیگر کارهای مهم حاکمان آل حمید می‌توان به تأسیس کویت اشاره کرد که بعدها طی قراردادی بین شیخ سعدون بن محمد آل حمید به آل صباح از قبیلهٔ عتوب واگذار می‌گردد.
لازم است ذکر شود که نام کویت از قلعه‌ای به نام «کوت» گرفته شده‌است که توسط شیخ برّاک بن غریر آل حمید برای ذخیره اسلحه و آذوقه استفاده می‌شد.

## حاکمان آل حمید
حاکمان آل حمید بر حسب ترتیب عبارتند از:
1. برّاک بن غریر آل حمید (حکومت از سال ۱۰۸۰ الی ۱۰۹۳ هـ)
2. محمّد بن غریر (حکومت از سال۱۰۹۳ الی ۱۱۰۳ هـ)
3. سعدون بن محمّد (حکومت از سال ۱۱۰۳الی۱۱۳۵ هـ)
4. علی بن محمّد (حکومت از سال۱۱۳۵الی۱۱۴۳ هـ)
5. سلیمان بن محمّد (حکومت از سال۱۱۴۳ الی۱۱۶۶ هـ)
6. عریعر بن دجین بن سعدون بن محمّد (حکومت از سال ۱۱۶۶الی ۱۱۸۸ هـ)
7. بطین بن عریعر (حکومت از سال۱۱۸۸ الی ۱۱۸۹ هـ)
8. دجین بن عریعر (حکومت از سال ۱۱۸۹ الی ۱۱۸۹ هـ)
9. سعدون بن عریعر (حکومت از سال ۱۱۸۹الی ۱۲۰۰ هـ)
10. دویحس بن عریعر (حکومت از سال ۱۲۰۰الی ۱۲۰۷ هـ)
11. زید بن عریعر (حکومت از سال ۱۲۰۷الی ۱۲۰۸ هـ)
12. برّاک بن عبدالمحسن السرداح (حکومت از سال۱۲۰۸ الی ۱۲۱۱ هـ)

## حاکمان آل حمید در ایران
بخش بزرگی از این قبیله هم‌اکنون در خوزستان و در منطقه‌ای که امروز به شهر ملاثانی معروف است سکونت
داشته که نام خود شهر از شیخ ملاثانی بن خلف بن عمار از شیوخ سابق آل حمید گرفته شده‌است.

شهر ملاثانی در حدود ۱۵۳سال پیش ابتدا به عنوان کوت یا کوت الحمید در منطقه فعلی ندافیه در کنار ساحل شرقی رودخانه کارون بوجود آمد. نخستین ساکنان آن بخشی از طایفه بزرگ حمیدی‌ها (آل حمید) بودند که به ریاست ملاثانی (بعنوان شیخ طایفه و فردی روحانی که در حوزه نجف اشرف تلمذ کرده بود) در این خطه سکنی گزیدند. پس از در گذشت ملاثانی به دلیل شخصیت روحانی ایشان و همچنین بزرگ خاندان بودنش این منطقه به ملاثانی نامگذاری شد.
این قبیله هم‌اکنون در ایران یکی از قبائل هم پیمان اتحاد قبائل باوی بحساب می‌آید.
همچنین آل حمید به جز ملاثانی در شهرهای ندافیه (العوامر) خلف آباد(رامشیر) و رامهرمز و ماهشهر و در نزدیکی شوشترو اهواز
و همچنین در استان ایلام و منطقه موسیان نیز سکونت دارند.همچنین این قبیله با قبیله آل شبل در منطقه ندافیه هم پیمان است.

## آل حمید در عراق

تصویر شیخ رایح العطیّه، شیخ عشیرهٔ الحمیدات و از رهبران ثورة العشرین در عراق از جلد کتاب الملکیة فی العراق نوشتهٔ عبدالکریم حسان

تصویری از محمد باقر شبیبی از رهبران مبارزات مردمی عراق از کتاب الشاعر الثائر الشیخ محمد باقر الشبیبی

آل حمید در عراق در شهرهای مختلفی چون بصره، ناصریه، العماره و بغداد سکونت دارند و شامل تیره‌ها و فروعی چون المرادسه و العوامر و المواجد و البوعلوان و غیره هستند. از دیگر عشایر آل حمید که در منطقهٔ شامیّه در عراق سکونت داشته عشیرهٔ الحمیدات است که در تاریخ سیاسی عراق و انقلاب دههٔ بیست (موسوم به ثورة العشرین) به رهبری شیخ رایح العطیّه نقش فعّالی در مبارزات مردم عراق علیه نیروهای انگلیسی ایفا کرد. هرچند عشیرهٔ الحمیدات در مجاورت قبیلهٔ بنی مالک سکونت کرد و همپیمان آن گشت اما در کتاب عشائر العراق به نقل از شیخ ودّای العطیه آنان در نسب خود از آل حمید هستند و نام آنان الحمیدات نیز از نام این قبیله مشتق گشته‌است. همچنین از دیگر خاندان‌های معروف آل حمید در عراق، آل الشبیبی از تیرهٔ المواجد می‌باشند که به دلیل مجاورت قدیم خود با قبیلهٔ بنی اسد در کربلا و همپیمان گشتن با آن امروزه آنان را از بنی اسد ذکر می‌کنند اما نسبنامهٔ آنان با نسبنامهٔ تیرهٔ المواجد آل حمید مطابقت دارد. از چهره‌های معروف آل شبیبی، شیخ جواد شبیبی و شیخ محمد رضا شبیبی و برادرش محمد باقر شبیبی می‌باشند که در پیروزی مبارزات ثورة العشرین در عراق نقش بسیار فعالی داشتند.

## شعار و نَخوَه
شعار این قبیله که در عرف عشایری عرب به آن (نَخوَه) می‌گویند اخوان شمّه است که اشاره به داستانی موروث در بین آل حمید دارد. شمّه یا در تلفظ عربی بدوی شمّا در واقع نام یک زن فقیر عرب می‌باشد که از آل حمید نبوده‌است و طبق روایات مذکور حکایت او از این قرار است که او یک زن فقیر از اهالی منطقهٔ کاظمه در کویت امروزی بوده که به دلیل نداشتن هیچ برادر و فامیلی توسط شوهر و خانوادهٔ او مورد ظلم و تعّدی قرار می‌گرفته و همواره به چشم حقارت به او می‌نگریستند. در یکی از روزها که سوارانی از بزرگان آل حمید در عبور از آن منطقه بودند در نزدیکی روستایی زنی را می‌بینند که برکناری نشسته و گریه می‌کرد. گریه‌های آن زن موجب رقّت قلب آن سواران و بزرگ آنان شد پس آنگاه به سوی او رفته و از علّت گریه اش از او پرسیدند. بزرگ سواران پس از شنیدن ماجرای زندگی مشقّت بار آن زن از او پرسید که نامش چیست؟ و زن در جواب داد که نامم شمّه است.
بزرگ سواران به او گفت از این پس ما را به عنوان برادران خودت بدان.
آنگاه از او خواست که اشک‌های خود را پاک کرده به سوی منزل شوهر خود برگردد و در مورد ملاقات او با آن سواران هیچ چیز نگوید و تا فردا منتظربماند.

شمّه که بسیار خوشحال شده بود به منزل برگشت و پس از رسیدن باز هم با کنایه برادران شوهر خود مواجه گشت که او را به دلیل نداشتن(خانواده، پدر ،برادران و اقوام) سرزنش می‌کردند که هیچوقت کسی سراغی از او نمی گرفت و لقب از یاد رفته را به او داده بودند اما هیچ به روی نیاورد و با آنان حرفی نزد.
فردای آن روز شمّه تمامی وقت به فکر رسیدن آن مردان سوارکار که خود را برادران او دانستند بود اما تا نزدیکی غروب آفتاب هنوز هیچ خبری از آنان نیامده بود تا اینکه ناگهان یکی از روستائیان خبر داد که از دور اسب سوارانی را می‌بیند که با سرعت به سمت روستا نزدیک می‌شوند. این امر باعث تعجب اهالی گردید و همه جمع گشتند که از احوال آن سواران غریب جویا شوند. پس از نزدیک شدن سواران، لباس‌های زیبا و گران‌قیمت آنان مردم را مبهوت خود کرده بود چرا که معلوم بود این مردان حتماً باید از حاکمان و بزرگان عرب باشند.
آنگاه آن سواران از احوال شمّه پرسیدند و خواستار دیدن او شدند.
این امر بیش از پیش بر تعجّب مردم افزود و همسر شمّه که در بین مردم بود پرسید که شما شمّه را از کجا می‌شناسید و از او چه می‌خواهید؟ بزرگ سواران جواب داد که ما از خاندان آل حمید و حاکمان احساء و برادران شمّه هستیم و شمّه پیامی به نزد ما فرستاده بود که در آن از ظلم و ستمی که نسبت به او می‌شد شکایت بسیار کرده بود و حالا ما آمده‌ایم که او را نزد خود ببریم.
همسر شمّه که از شنیدن این سخن سخت متعجّب شده بود از آنان خواست که شام امشب را مهمان او گردند اما سواران پیشنهاد او نپذیرفتند و در جواب گفتند چگونه نزد کسی که به خواهرمان ستم می‌کرد مهمان باشیم؛ و بار دیگر در بردن شمّه به نزد خود تأکید کردند.

آنگاه همسر شمّه از آنان خواهش نمود که اینکار را نکنند زیرا شمّه مادر فرزندان اوست و تمامی امور خانه او را انجام می‌دهد.
بزرگ سواران که با اصرار آن مرد مواجه شد به او گفت به شرطی شمّه را نزد تو باقی می‌گذاریم که دیگر بر او هیچ ظلم و ستمی نکنی و هرگز کارهای بیش از توان او را به او نسپاری و گر نه بار دیگر اگر کوچکترین خبر ستمی نسبت به خواهر خود بشنویم جزای سنگینی چون مرگ را متحمّل خواهی گشت.

آن مرد تمامی آن شرایط را پذیرفت و آنگاه سواران مهمانی او را پذیرفته و شام را به منزل او رفتند.
شمّه که از شنیدن این خبر بسیار خوشحال شده بود شروع به سراییدن اشعاری در مدح آل حمید و برادران خود نمود و مردم تا هنگام مرگش همواره او را از خاندان آل حمید و شیوخ احساء می‌دانستند و به او لقب شیخه دادند.
آل حمید موجود در ایران تأکید می‌کنند که این داستان در منطقهٔ کاظمه ی کویت رخ داده که موافق با روایت خاندان الخطیمی از آل عریعر می‌باشد. در روایت آل حمید در ایران اشارهٔ خاصی به نام قهرمان این داستان نمی‌گردد اما در روایات خاندان آل عریعر و آل حمید احساء، بزرگ سواران، شیخ عبدالمحسن السرداح، پدر برّاک بن عبدالمحسن السرداح، آخرین حاکم آل حمید بر شرق عربستان امروزی بوده‌است.
از اشعاری که به مدح شمه سراییده شده اند میتوان به قصیده اغلامعلی الحمیداوی اشاره نمود...
(((قصیده  شمّْاٰ)))
اشتد عزم شمه ابعزم خوانهه
الزامطت بیهم اورفعو شانهه
****
الزامطت بیهم اووچبو دونهه
وهوّسو بسیوف عند اعیونهه
ظنت اوبیهم تهیه اظنونهه
ظنت اوبیهم لگت عنوانهه
****
ظنت اوبیهم لگت نعم المرام
عنزوهه اوعاشت ابعز واحترام
اوصارو الهه اسرای عن لیل الظلام
اوراسهه انشال النجم میزانهه
****
شمه من عز بیت ترتیب اونظم
شمه للغبران ماتشچی الهضم
شمه عدهه اسرار مخفیه اوتضم
اوحچی العایز مانته امنل سانهه
****
شمه من عز بیت اهل اصل اوفصل
حیف اهل شمه اگطعو منهه الوصل
شمه رفعت راس من عدهه اتحصل
شمه من عزبیت طیبه ارسانهه
****
شمه من عز بیت ترتیب اوفهم
شمه ماترضه اتنخه ابحی زلم
شمه تنخه التعرفه نشمی اوشهم
اوتنخه زلم التاخذ ابذرعانهه
****
شمه تنخه اهل المراجل وصخه
شمه رفعت راس للبیهه انتخه
شمه ضلت سالفتهه امتورخه
بسم خوان المشو بدیانهه
****
بسم خوان المشو بدیونهه
اولسلف اهل الشهامه ایجونهه
امنگبلو ماچنهم ایعرفونهه
واگبلن وین التعض بعنانهه
****
اگبلن وابزود طبن لنزل
اوگبرن چیلاتهم بلحیّ بزل
صاحو المطلوب خلو یعتزل
الماکرم شمه اوحسب ولیانهه
****
گامو ارجال السلف صاحو هله
بهل شمه اهل الکرم والمرجله
های اختکم یهل شمه امدلله
الحیّ لهلهه والسلف جیرانهه
****
جابو المطلوب جر اهل السلف
اوسلّم امنبعید لخوتهه اوچتف
اودگ یمین الیگطع الرگبه اوحلف
روحو مده اومرو ابصیوانهه
****
صاحو العز وین شمه وجاوبتهم های انه
هله ابأهلی الضیعونی اشچم سنه
هلبت احد نشد منکم وعتنه
شمه عدله لو بلن عضمانهه
****
صاحو الشمه هلهلی لخوتچ
حضرت ابهل یوم کلهه النخوتچ
جینه هسه انغیر گوم الهضمتچ
او هسه نشعل بلسلف نیرانهه
****
سوو الشمه الزلم هیبه اوقدر
صاحو ابدیوانهه اوگعدو سدر
اوشدو ازماط الفخر ودم هدر
طاعت الماو الحمید ارکانهه
****
الماو یردی اوخیلهم بلحی تجول
اوللحمید اتعهدت ذیچ العدول
اشحده الیمر بأسم شمه اویگول
اگصار چانن لو اطوال اردانهه
****
عنزو شمه او گضت بلعز عمر
لل بدیهم لاگت اخشوم السمر
احمید ضلت تنتخی ابشمه اوتمر
اوضلت النخوه الولد والدانهه
****
اشتد عزم شمه ابعزم خوانهه
الزامطت بیهم اورفعو شانهه
*****
ب قصیده نخوة شمة

## تیره‌ها و نامهای خانوادگی رایج
این قبیله در ایران به عشیره‌ها و تیره‌های مختلفی از جمله العوامر، آلبودویریج، البوعلوان، المرادسه، الخرامزه، الحوالات، آلبوخلیل، المواجد، البومحیسن و ... تقسیم می‌گردد.
از جمله نام‌های خانوادگی رایج افراد آن اشاره می‌شود به: حمیداوی، حمیدی، حمید،حمیداویان حمیدی مجد و ... که از نام اصلی آن مشتق گشته‌اند؛ و نام‌های خانوادگی دیگری چون عامری، علوانی، مرداسی، محسنی، خلیلی، خلیلاوی، خرمیزی، فیاضی، و حتی مزرعه بیت راشد و حدادی و غیره که از نام تیره‌ها و بیوت زیرمجموعهٔ آن اخذ شده‌اند.

## برخی از چهره‌های معروف قبیله در ایران
از چهره‌های برجسته و معروف خاندان آل حمید در ایران می‌توان به رضا فیاضی بازیگر و کارگردان صداوسیما و حامد حدادی بازیکن تیم ملی بسکتبال ایران، محسن حمیدی بازیکن فوتبال، نجمه حمید عضو هیئت علمی دانشگاه شهید چمران اهواز و عضو سابق شورای شهر اهواز، پروفسور حسین حمیدی نجات رئیس دانشکده دامپزشکی اهواز و عبدالزهرا فیاضی مشاور عالی استاندار خوزستان، دکتر فیصل مرداسی مشاور اولین وزیر صمت در دولت دهم و رئیس سابق مرکز ملی فرش ایران و از شاعراني معروف به حمد العطیوی و غلامعلی الحمیداوی اشاره کرد.
همچین صفحه رسمی قبیله آل حمید در ایران به آدرس @Ashayer_Alhamid در اینستاگرام در دسترس می باشد .